# Terebra protexta
Terebra protexta is een slakkensoort uit de familie van de Terebridae. De wetenschappelijke naam van de soort is voor het eerst geldig gepubliceerd in 1846 door Conrad.